# Weybridge
Weybridge – miasto w Wielkiej Brytanii, w Anglii, w hrabstwie Surrey. W 2001 roku miasto to zamieszkiwało 19 463 osób.

## Znane osoby pochodzące z Weybridge
- aktorka Jacqueline Bisset (1944)
- piosenkarz i lider zespołu You Me At Six Josh Franceschi (1990)